# به عشق تو قسم می‌خورم (فیلم ۲۰۰۹)
به عشق تو قسم می‌خورم (به هندی: Sanam Teri Kasam) فیلمی محصول سال ۲۰۰۹ و به کارگردانی لارنس دی سوزا است. در این فیلم بازیگرانی همچون سیف علی خان، پوجا بات، آتول آگنیهوتری، شبا آکاشدپ، سعید جعفری، آلوک نات ایفای نقش کرده‌اند.